# Sinagoga d'Oslo
La Sinagoga d'Oslo (en noruec: Synagogen i Oslo) és un temple jueu que es troba a la ciutat d'Oslo, la capital de Noruega. La congregació va ser fundada en 1892, però l'edifici actual es va erigir el 1920. L'historiador de l'arquitectura Carol Herselle Krinsky la descriu com un edifici de dos pisos d'alçada, amb una torre circular rematada amb un capitell amb una Estrella de David, semblant a una capella rural. El rei de Noruega, Harald V, i el príncep hereu, Haakon de Noruega, van visitar la sinagoga el juny del 2009. En aquest indret es va produir un atac amb arma de foc el 2006 per part de quatre homes. Cap persona hi va resultar ferida.